# Выборы в Законодательное собрание Вологодской области (2021)
Выборы депутатов Законодательного собрания Вологодской области девятого созыва прошли в Вологодской области 17—19 сентября одновременно с выборами в Государственную думу РФ, завершившись в единый день голосования 19 сентября 2021 года.
Выборы проходили согласно смешанной избирательной системе: избиралось 17 депутатов по партийным спискам с установленным для них 5-процентным барьером и 17 депутатов по одномандатным округам (где побеждает кандидат, набравший большинство голосов). Срок полномочий депутатов — 5 лет.
Число избирателей, внесённых в список избирателей на момент окончания голосования — 921 927. Явка составила 44,69 %.

## Ключевые даты
- 18 июня 2021 года депутаты Законодательного собрания Вологодской области назначили выборы на 19 сентября 2021 года (единый день голосования)[3].
- 22 июня Избирательная комиссия Вологодской области утвердила план мероприятий по подготовке и проведению выборов[4].
- С 23 июня по 12 июля — период выдвижения общеобластного списка кандидатов политической партией (её региональным отделением), выдвижение кандидатов по одномандатному избирательному округу политической партией (её региональным отделением), выдвижение путем самовыдвижения[5].
- С 13 июля по 23 июля — период передачи в соответствующую избирательную комиссию документов для регистрации кандидатов и общеобластных списков[5].
- До 17 сентября — агитационный период для политической партии (её регионального отделения) и кандидатов.
- С 21 августа до 17 сентября — период предвыборной агитации в СМИ[5].
- С 14 по 19 сентября — период запрета на опубликование результатов опросов общественного мнения, прогнозов результатов выборов, иных исследований, связанных с выборами, в СМИ[5].
- С 17 по 19 сентября — дни голосования[5].

## Избирательные округа
| Одномандатные избирательные округа Вологодской области | Одномандатные избирательные округа Вологодской области | Одномандатные избирательные округа Вологодской области                                                                                | Одномандатные избирательные округа Вологодской области |
| №                                                      | Округ                                                  | Состав | Численность избирателей                                |
| ------------------------------------------------------ | ------------------------------------------------------ | --- | ------------------------------------------------------ |
| 1                                                      | Центральный                                            | частично г. Вологда | 59556                                                  |
| 2                                                      | Заречный                                               | частично г. Вологда | 62158                                                  |
| 3                                                      | Восточный                                              | частично г. Вологда | 58842                                                  |
| 4                                                      | Западный                                               | частично г. Вологда | 66569                                                  |
| 5                                                      | Юго-восточный                                          | частично г. Череповец | 68452                                                  |
| 6                                                      | Индустриальный                                         | частично г. Череповец | 55459                                                  |
| 7                                                      | Северо-западный                                        | частично г. Череповец | 56849                                                  |
| 8                                                      | Первомайский                                           | частично г. Череповец | 57927                                                  |
| 9                                                      | Великоустюгский                                        | Великоустюгский район; частично Кимченгско-Городецкий район: - частично Кимченгское поселение                                         | 44202                                                  |
| 10                                                     | Сокольский                                             | Сокольский район; Сямженский район (за исключением территорий, входящих в округ № 16)                                                 | 44443                                                  |
| 11                                                     | Бабаевский                                             | Бабаевский район; Кадуйский район; Устюженский район; Чагодощенский район                                                             | 52466                                                  |
| 12                                                     | Вологодский (сельский)                                 | Вологодский район; Усть-Кубинский район                                                                                               | 47709                                                  |
| 13                                                     | Грязовецкий                                            | Грязовецкий район; Междуреченский район; Тотемский район                                                                              | 48602                                                  |
| 14                                                     | Вытегорский                                            | Белозерский район; Вашкинский район; Вытегорский район; Кирилловский район                                                            | 50825                                                  |
| 15                                                     | Никольский                                             | Бабушкинский район; Кимченгско-Городецкий район (за исключением территорий, входящих в округ № 9); Никольский район; Нюксенский район | 44274                                                  |
| 16                                                     | Харовский                                              | Верховажский район; Вожегодский район; Тарногский район; Харовский район; частично Сямженский район: - частично Ногинское поселение   | 43542                                                  |
| 17                                                     | Череповецкий (сельский)                                | Череповецкий район; Шекснинский район                                                                                                 | 54516                                                  |

## Участники

### Выборы по партийным спискам[8]
| Номер в бюллетене | Партия              | Общая часть списка                                                                            | Региональных групп | Кандидатов в списке | Статус списка                                                         |
| ----------------- | ------------------- | --------------------------------------------------------------------------------------------- | ------------------ | ------------------- | --------------------------------------------------------------------- |
| 1                 | Яблоко              | Дмитрий Тарасов • Галина Грибуцкая                                                            | 16                 | 48                  | зарегистрирован                                                       |
| 2                 | ЛДПР                | Владимир Жириновский • Антон Гримов • Владимир Селяков                                        | 17                 | 54                  | зарегистрирован                                                       |
| 3                 | Единая Россия       | Олег Кувшинников • Юрий Воробьев • Андрей Луценко • Сергей Воропанов • Вадим Германов         | 17                 | 90                  | зарегистрирован                                                       |
| 4                 | Справедливая Россия | Виктор Леухин • Владислав Зворыкин • Сергей Чигин                                             | 17                 | 68                  | зарегистрирован                                                       |
| 5                 | Партия пенсионеров  | Александр Болотов • Игорь Катухин • Наталья Шибаева • Любовь Шишова                           | 17                 | 58                  | зарегистрирован                                                       |
| 6                 | КПРФ                | Александр Морозов • Олег Ершов • Евгения Копничева                                            | 17                 | 73                  | зарегистрирован                                                       |
| —                 | Новые люди          | Ольга Нечаева • Андрей Паутов • Иван Рытов • Михаил Шутов                                     | 17                 | 57                  | отказано в регистрации (недостаточное кол-во действительных подписей) |
| —                 | Коммунисты России   | Максим Сурайкин • Руслан Толстиков • Сергей Наумовский • Илья Ульянов • Наталья Мухамадуллина | 17                 | 59                  | отказано в регистрации (недостаточное кол-во действительных подписей) |

### Выборы по одномандатным округам[11]
| Партия | Партия               | Число выдвинутых кандидатов | Число зарегистрированных кандидатов |
| ------ | -------------------- | --------------------------- | ----------------------------------- |
|        | Единая Россия        | 17                          | 17                                  |
|        | КПРФ                 | 17                          | 17                                  |
|        | ЛДПР                 | 17                          | 17                                  |
|        | Справедливая Россия  | 17                          | 17                                  |
|        | Партия пенсионеров   | 17                          | 17                                  |
|        | Яблоко               | 9                           | 9                                   |
|        | Коммунисты России    | 6                           | —                                   |
|        | Самовыдвижение       | 2                           | —                                   |
|        | Зелёная альтернатива | 1                           | —                                   |
| Всего  | Всего                | 103                         | 94                                  |

## Результаты
| Результаты голосования в Законодательное собрание Вологодской области по единому округу | Результаты голосования в Законодательное собрание Вологодской области по единому округу | Результаты голосования в Законодательное собрание Вологодской области по единому округу | Результаты голосования в Законодательное собрание Вологодской области по единому округу | Результаты голосования в Законодательное собрание Вологодской области по единому округу | Результаты голосования в Законодательное собрание Вологодской области по единому округу | Результаты голосования в Законодательное собрание Вологодской области по единому округу | Результаты голосования в Законодательное собрание Вологодской области по единому округу |
| Округ                                                                                   | Явка                                                                                    | Процент голосов за                                                                      | Процент голосов за                                                                      | Процент голосов за                                                                      | Процент голосов за                                                                      | Процент голосов за                                                                      | Процент голосов за                                                                      |
| Округ                                                                                   | Явка                                                                                    | Единая Россия                                                                           | КПРФ                                                                                    | ЛДПР                                                                                    | СР                                                                                      | Партия пенсионеров                                                                      | Яблоко                                                                                  |
| --------------------------------------------------------------------------------------- | --------------------------------------------------------------------------------------- | --------------------------------------------------------------------------------------- | --------------------------------------------------------------------------------------- | --------------------------------------------------------------------------------------- | --------------------------------------------------------------------------------------- | --------------------------------------------------------------------------------------- | --------------------------------------------------------------------------------------- |
| 1                                                                                       | 44,36 %                                                                                 | 32,33 %                                                                                 | 23,51 %                                                                                 | 13,54 %                                                                                 | 13,34 %                                                                                 | 10,09 %                                                                                 | 4,50 %                                                                                  |
| 2                                                                                       | 40,43 %                                                                                 | 30,01 %                                                                                 | 24,61 %                                                                                 | 16,31 %                                                                                 | 12,80 %                                                                                 | 9,89 %                                                                                  | 3,80 %                                                                                  |
| 3                                                                                       | 42,28 %                                                                                 | 33,22 %                                                                                 | 24,52 %                                                                                 | 13,90 %                                                                                 | 12,40 %                                                                                 | 8,51 %                                                                                  | 4,93 %                                                                                  |
| 4                                                                                       | 41,31 %                                                                                 | 34,37 %                                                                                 | 23,50 %                                                                                 | 14,40 %                                                                                 | 12,40 %                                                                                 | 8,96 %                                                                                  | 4,03 %                                                                                  |
| 5                                                                                       | 41,91 %                                                                                 | 36,05 %                                                                                 | 28,81 %                                                                                 | 11,36 %                                                                                 | 12,13 %                                                                                 | 7,26 %                                                                                  | 2,44 %                                                                                  |
| 6                                                                                       | 39,13 %                                                                                 | 35,65 %                                                                                 | 27,26 %                                                                                 | 12,08 %                                                                                 | 11,60 %                                                                                 | 8,70 %                                                                                  | 2,38 %                                                                                  |
| 7                                                                                       | 40,22 %                                                                                 | 35,32 %                                                                                 | 28,33 %                                                                                 | 12,13 %                                                                                 | 10,93 %                                                                                 | 8,76 %                                                                                  | 1,97 %                                                                                  |
| 8                                                                                       | 41,86 %                                                                                 | 35,37 %                                                                                 | 28,76 %                                                                                 | 11,15 %                                                                                 | 12,35 %                                                                                 | 7,87 %                                                                                  | 2,02 %                                                                                  |
| 9                                                                                       | 47,47 %                                                                                 | 31,55 %                                                                                 | 19,19 %                                                                                 | 25,46 %                                                                                 | 11,75 %                                                                                 | 7,07 %                                                                                  | 2,10 %                                                                                  |
| 10                                                                                      | 44,14 %                                                                                 | 38,67 %                                                                                 | 20,54 %                                                                                 | 13,76 %                                                                                 | 13,77 %                                                                                 | 8,76 %                                                                                  | 1,65 %                                                                                  |
| 11                                                                                      | 49,16 %                                                                                 | 39,44 %                                                                                 | 26,74 %                                                                                 | 12,26 %                                                                                 | 10,52 %                                                                                 | 7,20 %                                                                                  | 1,15 %                                                                                  |
| 12                                                                                      | 48,20 %                                                                                 | 35,87 %                                                                                 | 20,83 %                                                                                 | 17,96 %                                                                                 | 12,19 %                                                                                 | 8,47 %                                                                                  | 1,93 %                                                                                  |
| 13                                                                                      | 50,56 %                                                                                 | 40,63 %                                                                                 | 21,60 %                                                                                 | 15,76 %                                                                                 | 11,44 %                                                                                 | 7,09 %                                                                                  | 1,09 %                                                                                  |
| 14                                                                                      | 46,95 %                                                                                 | 37,21 %                                                                                 | 26,05 %                                                                                 | 13,29 %                                                                                 | 11,53 %                                                                                 | 7,99 %                                                                                  | 1,36 %                                                                                  |
| 15                                                                                      | 50,04 %                                                                                 | 38,12 %                                                                                 | 24,93 %                                                                                 | 14,24 %                                                                                 | 12,66 %                                                                                 | 6,76 %                                                                                  | 1,07 %                                                                                  |
| 16                                                                                      | 51,30 %                                                                                 | 37,39 %                                                                                 | 18,48 %                                                                                 | 17,61 %                                                                                 | 14,99 %                                                                                 | 7,87 %                                                                                  | 1,11 %                                                                                  |
| 17                                                                                      | 47,43 %                                                                                 | 35,65 %                                                                                 | 25,09 %                                                                                 | 14,34 %                                                                                 | 13,18 %                                                                                 | 7,84 %                                                                                  | 1,39 %                                                                                  |

В 17 из 17 округов «Единая Россия» получила большинство. В 16 из 17 округов КПРФ заняла второе место. В 13 из этих 16 округов ЛДПР заняла третье место. В округе № 9 ЛДПР обогнала КПРФ, а в округах № 5, № 8 и № 10 «Справедливая Россия» — ЛДПР по голосам за партийные списки.
Распределение мандатов по пропорциональной системе проводилось методом Империали с той поправкой, что перед началом вычисления квот каждой партии, прошедшей 5-процентный барьер, выдавалось по одному месту.
| Результаты голосования в Законодательное собрание Вологодской области по одномандатным округам | Результаты голосования в Законодательное собрание Вологодской области по одномандатным округам | Результаты голосования в Законодательное собрание Вологодской области по одномандатным округам | Результаты голосования в Законодательное собрание Вологодской области по одномандатным округам | Результаты голосования в Законодательное собрание Вологодской области по одномандатным округам | Результаты голосования в Законодательное собрание Вологодской области по одномандатным округам | Результаты голосования в Законодательное собрание Вологодской области по одномандатным округам | Результаты голосования в Законодательное собрание Вологодской области по одномандатным округам | Результаты голосования в Законодательное собрание Вологодской области по одномандатным округам | Результаты голосования в Законодательное собрание Вологодской области по одномандатным округам |
| Округ                                                                                          | Явка                                                                                           | Место                                                                                          | Место                                                                                          | Кандидат                                                                                       | Выдвижение                                                                                     | Депутат IX созыва                                                                              | Кандидат поддержан Умным голосованием                                                          | Результат                                                                                      | Результат                                                                                      |
| Округ                                                                                          | Явка                                                                                           | Место                                                                                          | Место                                                                                          | Кандидат                                                                                       | Выдвижение                                                                                     | Депутат IX созыва                                                                              | Кандидат поддержан Умным голосованием                                                          | Голоса                                                                                         | %                                                                                              |
| ---------------------------------------------------------------------------------------------- | ---------------------------------------------------------------------------------------------- | ---------------------------------------------------------------------------------------------- | ---------------------------------------------------------------------------------------------- | ---------------------------------------------------------------------------------------------- | ---------------------------------------------------------------------------------------------- | ---------------------------------------------------------------------------------------------- | ---------------------------------------------------------------------------------------------- | ---------------------------------------------------------------------------------------------- | ---------------------------------------------------------------------------------------------- |
| 1                                                                                              | 42,14                                                                                          |                                                                                                | 1.                                                                                             | Денисова Марина Васильевна                                                                     | Единая Россия                                                                                  | Да                                                                                             |                                                                                                | 8776                                                                                           | 34,97                                                                                          |
| 1                                                                                              | 42,14                                                                                          |                                                                                                | 2.                                                                                             | Линдблад Владимир Игоревич                                                                     | КПРФ                                                                                           |                                                                                                |                                                                                                | 4543                                                                                           | 18,10                                                                                          |
| 1                                                                                              | 42,14                                                                                          |                                                                                                | 3.                                                                                             | Блохина Наталия Викторовна                                                                     | ЛДПР                                                                                           |                                                                                                | Да                                                                                             | 3558                                                                                           | 14,18                                                                                          |
| 1                                                                                              | 42,14                                                                                          |                                                                                                | 4.                                                                                             | Хрипель Денис Геннадьевич                                                                      | Справедливая Россия                                                                            |                                                                                                |                                                                                                | 3341                                                                                           | 13,31                                                                                          |
| 1                                                                                              | 42,14                                                                                          |                                                                                                | 5.                                                                                             | Степанов Сергей Владимирович                                                                   | Партия пенсионеров                                                                             |                                                                                                |                                                                                                | 2650                                                                                           | 10,56                                                                                          |
| 1                                                                                              | 42,14                                                                                          |                                                                                                | 6.                                                                                             | Грибуцкая Галина Леонидовна                                                                    | Яблоко                                                                                         |                                                                                                |                                                                                                | 1196                                                                                           | 4,77                                                                                           |
|                                                                                                |                                                                                                |                                                                                                |                                                                                                |                                                                                                |                                                                                                |                                                                                                |                                                                                                |                                                                                                |                                                                                                |
| 2                                                                                              | 39,18                                                                                          |                                                                                                | 1.                                                                                             | Долженко Денис Евгеньевич                                                                      | Единая Россия                                                                                  | Да                                                                                             |                                                                                                | 7580                                                                                           | 31,13                                                                                          |
| 2                                                                                              | 39,18                                                                                          |                                                                                                | 2.                                                                                             | Комарницкая Марина Витальевна                                                                  | КПРФ                                                                                           |                                                                                                |                                                                                                | 5405                                                                                           | 22,20                                                                                          |
| 2                                                                                              | 39,18                                                                                          |                                                                                                | 3.                                                                                             | Смирнов Илья Николаевич                                                                        | ЛДПР                                                                                           |                                                                                                | Да                                                                                             | 3782                                                                                           | 15,53                                                                                          |
| 2                                                                                              | 39,18                                                                                          |                                                                                                | 4.                                                                                             | Лебедева Елена Николаевна                                                                      | Справедливая Россия                                                                            |                                                                                                |                                                                                                | 2791                                                                                           | 11,46                                                                                          |
| 2                                                                                              | 39,18                                                                                          |                                                                                                | 5.                                                                                             | Дементьева Анна Андреевна                                                                      | Партия пенсионеров                                                                             |                                                                                                |                                                                                                | 2630                                                                                           | 10,80                                                                                          |
| 2                                                                                              | 39,18                                                                                          |                                                                                                | 6.                                                                                             | Свитин Александр Викторович                                                                    | Яблоко                                                                                         |                                                                                                |                                                                                                | 1122                                                                                           | 4,61                                                                                           |
|                                                                                                |                                                                                                |                                                                                                |                                                                                                |                                                                                                |                                                                                                |                                                                                                |                                                                                                |                                                                                                |                                                                                                |
| 3                                                                                              | 41,57                                                                                          |                                                                                                | 1.                                                                                             | Заварин Роман Юрьевич                                                                          | Единая Россия                                                                                  | Да                                                                                             |                                                                                                | 9705                                                                                           | 39,68                                                                                          |
| 3                                                                                              | 41,57                                                                                          |                                                                                                | 2.                                                                                             | Свитцов Евгений Александрович                                                                  | КПРФ                                                                                           |                                                                                                |                                                                                                | 5364                                                                                           | 21,93                                                                                          |
| 3                                                                                              | 41,57                                                                                          |                                                                                                | 3.                                                                                             | Зворыкин Владислав Валерианович                                                                | Справедливая Россия                                                                            |                                                                                                |                                                                                                | 2301                                                                                           | 9,41                                                                                           |
| 3                                                                                              | 41,57                                                                                          |                                                                                                | 4.                                                                                             | Доможирова Ольга Евгеньевна                                                                    | Яблоко                                                                                         |                                                                                                | Да                                                                                             | 2253                                                                                           | 9,21                                                                                           |
| 3                                                                                              | 41,57                                                                                          |                                                                                                | 5.                                                                                             | Порохова Анна Игоревна                                                                         | ЛДПР                                                                                           |                                                                                                |                                                                                                | 2190                                                                                           | 8,95                                                                                           |
| 3                                                                                              | 41,57                                                                                          |                                                                                                | 6.                                                                                             | Осетрова Мария Валерьевна                                                                      | Партия пенсионеров                                                                             |                                                                                                |                                                                                                | 1750                                                                                           | 7,15                                                                                           |
|                                                                                                |                                                                                                |                                                                                                |                                                                                                |                                                                                                |                                                                                                |                                                                                                |                                                                                                |                                                                                                |                                                                                                |
| 4                                                                                              | 40,67                                                                                          |                                                                                                | 1.                                                                                             | Холодов Антон Юрьевич                                                                          | Единая Россия                                                                                  |                                                                                                |                                                                                                | 11 167                                                                                         | 41,25                                                                                          |
| 4                                                                                              | 40,67                                                                                          |                                                                                                | 2.                                                                                             | Лепехин Алексей Валентинович                                                                   | КПРФ                                                                                           |                                                                                                |                                                                                                | 5147                                                                                           | 19,01                                                                                          |
| 4                                                                                              | 40,67                                                                                          |                                                                                                | 3.                                                                                             | Ширикова Ольга Станиславовна                                                                   | ЛДПР                                                                                           | Да                                                                                             | Да                                                                                             | 3866                                                                                           | 14,28                                                                                          |
| 4                                                                                              | 40,67                                                                                          |                                                                                                | 4.                                                                                             | Васильев Станислав Константинович                                                              | Справедливая Россия                                                                            |                                                                                                |                                                                                                | 3050                                                                                           | 11,27                                                                                          |
| 4                                                                                              | 40,67                                                                                          |                                                                                                | 5.                                                                                             | Хамикова Наталия Николаевна                                                                    | Партия пенсионеров                                                                             |                                                                                                |                                                                                                | 2130                                                                                           | 7,87                                                                                           |
| 4                                                                                              | 40,67                                                                                          |                                                                                                | 6.                                                                                             | Машкарин Геннадий Юрьевич                                                                      | Яблоко                                                                                         |                                                                                                |                                                                                                | 2253                                                                                           | 3,13                                                                                           |
|                                                                                                |                                                                                                |                                                                                                |                                                                                                |                                                                                                |                                                                                                |                                                                                                |                                                                                                |                                                                                                |                                                                                                |
| 5                                                                                              | 41,67                                                                                          |                                                                                                | 1.                                                                                             | Гусева Людмила Анатольевна                                                                     | Единая Россия                                                                                  | Да                                                                                             |                                                                                                | 11 312                                                                                         | 39,66                                                                                          |
| 5                                                                                              | 41,67                                                                                          |                                                                                                | 2.                                                                                             | Борисов Валерий Анатольевич                                                                    | КПРФ                                                                                           |                                                                                                | Да                                                                                             | 7941                                                                                           | 27,84                                                                                          |
| 5                                                                                              | 41,67                                                                                          |                                                                                                | 3.                                                                                             | Пантелеев Сергей Николаевич                                                                    | Справедливая Россия                                                                            |                                                                                                |                                                                                                | 3077                                                                                           | 10,79                                                                                          |
| 5                                                                                              | 41,67                                                                                          |                                                                                                | 4.                                                                                             | Яблоков Юрий Васильевич                                                                        | ЛДПР                                                                                           |                                                                                                |                                                                                                | 2953                                                                                           | 10,35                                                                                          |
| 5                                                                                              | 41,67                                                                                          |                                                                                                | 5.                                                                                             | Зайцева Ирина Михайловна                                                                       | Партия пенсионеров                                                                             |                                                                                                |                                                                                                | 2399                                                                                           | 8,41                                                                                           |
|                                                                                                |                                                                                                |                                                                                                |                                                                                                |                                                                                                |                                                                                                |                                                                                                |                                                                                                |                                                                                                |                                                                                                |
| 6                                                                                              | 38,25                                                                                          |                                                                                                | 1.                                                                                             | Шамурин Николай Васильевич                                                                     | Единая Россия                                                                                  | Да                                                                                             |                                                                                                | 6819                                                                                           | 32,15                                                                                          |
| 6                                                                                              | 38,25                                                                                          |                                                                                                | 2.                                                                                             | Филипчук Андрей Дмитриевич                                                                     | КПРФ                                                                                           |                                                                                                | Да                                                                                             | 5304                                                                                           | 25,00                                                                                          |
| 6                                                                                              | 38,25                                                                                          |                                                                                                | 3.                                                                                             | Миронов Александр Александрович                                                                | Справедливая Россия                                                                            |                                                                                                |                                                                                                | 3235                                                                                           | 15,25                                                                                          |
| 6                                                                                              | 38,25                                                                                          |                                                                                                | 4.                                                                                             | Шишова Любовь Владимировна                                                                     | Партия пенсионеров                                                                             |                                                                                                |                                                                                                | 2331                                                                                           | 10,99                                                                                          |
| 6                                                                                              | 38,25                                                                                          |                                                                                                | 5.                                                                                             | Храмцов Эдуард Валентинович                                                                    | ЛДПР                                                                                           |                                                                                                |                                                                                                | 1958                                                                                           | 9,23                                                                                           |
| 6                                                                                              | 38,25                                                                                          |                                                                                                | 6.                                                                                             | Андронов Андрей Анатольевич                                                                    | Яблоко                                                                                         |                                                                                                |                                                                                                | 732                                                                                            | 3,45                                                                                           |
|                                                                                                |                                                                                                |                                                                                                |                                                                                                |                                                                                                |                                                                                                |                                                                                                |                                                                                                |                                                                                                |                                                                                                |
| 7                                                                                              | 39,62                                                                                          |                                                                                                | 1.                                                                                             | Быкова Елена Олеговна                                                                          | Единая Россия                                                                                  |                                                                                                |                                                                                                | 8680                                                                                           | 38,53                                                                                          |
| 7                                                                                              | 39,62                                                                                          |                                                                                                | 2.                                                                                             | Кощеев Алексей Валерьевич                                                                      | КПРФ                                                                                           |                                                                                                | Да                                                                                             | 5878                                                                                           | 26,10                                                                                          |
| 7                                                                                              | 39,62                                                                                          |                                                                                                | 3.                                                                                             | Смирнов Сергей Сергеевич                                                                       | ЛДПР                                                                                           |                                                                                                |                                                                                                | 2594                                                                                           | 11,52                                                                                          |
| 7                                                                                              | 39,62                                                                                          |                                                                                                | 4.                                                                                             | Дмитриев Виктор Алексеевич                                                                     | Партия пенсионеров                                                                             |                                                                                                |                                                                                                | 2289                                                                                           | 10,16                                                                                          |
| 7                                                                                              | 39,62                                                                                          |                                                                                                | 5.                                                                                             | Полысаев Алексей Николаевич                                                                    | Справедливая Россия                                                                            |                                                                                                |                                                                                                | 2208                                                                                           | 9,80                                                                                           |
|                                                                                                |                                                                                                |                                                                                                |                                                                                                |                                                                                                |                                                                                                |                                                                                                |                                                                                                |                                                                                                |                                                                                                |
| 8                                                                                              | 41,54                                                                                          |                                                                                                | 1.                                                                                             | Макаров Андрей Николаевич                                                                      | Единая Россия                                                                                  | Да                                                                                             |                                                                                                | 8340                                                                                           | 34,66                                                                                          |
| 8                                                                                              | 41,54                                                                                          |                                                                                                | 2.                                                                                             | Варнавский Николай Алексеевич                                                                  | КПРФ                                                                                           |                                                                                                | Да                                                                                             | 6739                                                                                           | 28,01                                                                                          |
| 8                                                                                              | 41,54                                                                                          |                                                                                                | 3.                                                                                             | Багрушин Евгений Александрович                                                                 | Справедливая Россия                                                                            |                                                                                                |                                                                                                | 3354                                                                                           | 13,94                                                                                          |
| 8                                                                                              | 41,54                                                                                          |                                                                                                | 4.                                                                                             | Кругликов Геннадий Владимирович                                                                | ЛДПР                                                                                           |                                                                                                |                                                                                                | 2519                                                                                           | 10,47                                                                                          |
| 8                                                                                              | 41,54                                                                                          |                                                                                                | 5.                                                                                             | Гамзин Андрей Викторович                                                                       | Партия пенсионеров                                                                             |                                                                                                |                                                                                                | 2181                                                                                           | 9,06                                                                                           |
|                                                                                                |                                                                                                |                                                                                                |                                                                                                |                                                                                                |                                                                                                |                                                                                                |                                                                                                |                                                                                                |                                                                                                |
| 9                                                                                              | 47,38                                                                                          |                                                                                                | 1.                                                                                             | Долгина Наталья Николаевна                                                                     | Единая Россия                                                                                  |                                                                                                |                                                                                                | 6783                                                                                           | 32,39                                                                                          |
| 9                                                                                              | 47,38                                                                                          |                                                                                                | 2.                                                                                             | Обухов Александр Николаевич                                                                    | ЛДПР                                                                                           |                                                                                                | Да                                                                                             | 6066                                                                                           | 28,96                                                                                          |
| 9                                                                                              | 47,38                                                                                          |                                                                                                | 3.                                                                                             | Тельтевской Александр Дмитриевич                                                               | Справедливая Россия                                                                            |                                                                                                |                                                                                                | 2857                                                                                           | 13,64                                                                                          |
| 9                                                                                              | 47,38                                                                                          |                                                                                                | 4.                                                                                             | Черепанов Алексей Васильевич                                                                   | КПРФ                                                                                           |                                                                                                |                                                                                                | 2462                                                                                           | 11,76                                                                                          |
| 9                                                                                              | 47,38                                                                                          |                                                                                                | 5.                                                                                             | Обухов Алексей Сергеевич                                                                       | Партия пенсионеров                                                                             |                                                                                                |                                                                                                | 1350                                                                                           | 6,45                                                                                           |
| 9                                                                                              | 47,38                                                                                          |                                                                                                | 6.                                                                                             | Шевцов Олег Анатольевич                                                                        | Яблоко                                                                                         |                                                                                                |                                                                                                | 660                                                                                            | 3,15                                                                                           |
|                                                                                                |                                                                                                |                                                                                                |                                                                                                |                                                                                                |                                                                                                |                                                                                                |                                                                                                |                                                                                                |                                                                                                |
| 10                                                                                             | 43,99                                                                                          |                                                                                                | 1.                                                                                             | Дианов Анатолий Александрович                                                                  | Единая Россия                                                                                  |                                                                                                |                                                                                                | 8413                                                                                           | 43,03                                                                                          |
| 10                                                                                             | 43,99                                                                                          |                                                                                                | 2.                                                                                             | Отряскин Андрей Валентинович                                                                   | КПРФ                                                                                           |                                                                                                | Да                                                                                             | 4550                                                                                           | 23,27                                                                                          |
| 10                                                                                             | 43,99                                                                                          |                                                                                                | 3.                                                                                             | Леухин Виктор Львович                                                                          | Справедливая Россия                                                                            | Да                                                                                             |                                                                                                | 2335                                                                                           | 11,94                                                                                          |
| 10                                                                                             | 43,99                                                                                          |                                                                                                | 4.                                                                                             | Малованина Наталья Леонидовна                                                                  | ЛДПР                                                                                           |                                                                                                |                                                                                                | 1647                                                                                           | 8,42                                                                                           |
| 10                                                                                             | 43,99                                                                                          |                                                                                                | 5.                                                                                             | Сокерин Валерий Егорович                                                                       | Партия пенсионеров                                                                             |                                                                                                |                                                                                                | 1097                                                                                           | 5,61                                                                                           |
| 10                                                                                             | 43,99                                                                                          |                                                                                                | 6.                                                                                             | Гудков Алексей Витальевич                                                                      | Яблоко                                                                                         |                                                                                                |                                                                                                | 726                                                                                            | 3,71                                                                                           |
|                                                                                                |                                                                                                |                                                                                                |                                                                                                |                                                                                                |                                                                                                |                                                                                                |                                                                                                |                                                                                                |                                                                                                |
| 11                                                                                             | 48,50                                                                                          |                                                                                                | 1.                                                                                             | Пулин Андрей Геннадьевич                                                                       | Единая Россия                                                                                  |                                                                                                |                                                                                                | 11 342                                                                                         | 44,57                                                                                          |
| 11                                                                                             | 48,50                                                                                          |                                                                                                | 2.                                                                                             | Кутепова Маргарита Михайловна                                                                  | КПРФ                                                                                           |                                                                                                | Да                                                                                             | 6185                                                                                           | 24,31                                                                                          |
| 11                                                                                             | 48,50                                                                                          |                                                                                                | 3.                                                                                             | Детковский Василий Иванович                                                                    | Справедливая Россия                                                                            |                                                                                                |                                                                                                | 3246                                                                                           | 12,76                                                                                          |
| 11                                                                                             | 48,50                                                                                          |                                                                                                | 4.                                                                                             | Боровской Артём Андреевич                                                                      | ЛДПР                                                                                           |                                                                                                |                                                                                                | 1984                                                                                           | 7,80                                                                                           |
| 11                                                                                             | 48,50                                                                                          |                                                                                                | 5.                                                                                             | Никитина Ирина Сергеевна                                                                       | Партия пенсионеров                                                                             |                                                                                                |                                                                                                | 1754                                                                                           | 6,89                                                                                           |
|                                                                                                |                                                                                                |                                                                                                |                                                                                                |                                                                                                |                                                                                                |                                                                                                |                                                                                                |                                                                                                |                                                                                                |
| 12                                                                                             | 47,58                                                                                          |                                                                                                | 1.                                                                                             | Клеков Андрей Александрович                                                                    | Единая Россия                                                                                  |                                                                                                |                                                                                                | 8310                                                                                           | 36,61                                                                                          |
| 12                                                                                             | 47,58                                                                                          |                                                                                                | 2.                                                                                             | Кичигин Михаил Валерьевич                                                                      | КПРФ                                                                                           |                                                                                                | Да                                                                                             | 4877                                                                                           | 21,48                                                                                          |
| 12                                                                                             | 47,58                                                                                          |                                                                                                | 3.                                                                                             | Дубровка Сергей Николаевич                                                                     | ЛДПР                                                                                           |                                                                                                |                                                                                                | 3324                                                                                           | 14,64                                                                                          |
| 12                                                                                             | 47,58                                                                                          |                                                                                                | 4.                                                                                             | Левтяков Андрей Александрович                                                                  | Справедливая Россия                                                                            |                                                                                                |                                                                                                | 2453                                                                                           | 10,81                                                                                          |
| 12                                                                                             | 47,58                                                                                          |                                                                                                | 5.                                                                                             | Шошин Александр Андреевич                                                                      | Партия пенсионеров                                                                             |                                                                                                |                                                                                                | 1864                                                                                           | 8,21                                                                                           |
| 12                                                                                             | 47,58                                                                                          |                                                                                                | 6.                                                                                             | Задворный Николай Владимирович                                                                 | Яблоко                                                                                         |                                                                                                |                                                                                                | 871                                                                                            | 3,84                                                                                           |
|                                                                                                |                                                                                                |                                                                                                |                                                                                                |                                                                                                |                                                                                                |                                                                                                |                                                                                                |                                                                                                |                                                                                                |
| 13                                                                                             | 50,27                                                                                          |                                                                                                | 1.                                                                                             | Жильцов Владимир Васильевич                                                                    | Единая Россия                                                                                  | Да                                                                                             |                                                                                                | 13 366                                                                                         | 55,32                                                                                          |
| 13                                                                                             | 50,27                                                                                          |                                                                                                | 2.                                                                                             | Копничева Евгения Михайловна                                                                   | КПРФ                                                                                           |                                                                                                | Да                                                                                             | 4784                                                                                           | 19,80                                                                                          |
| 13                                                                                             | 50,27                                                                                          |                                                                                                | 3.                                                                                             | Горячев Игорь Александрович                                                                    | Справедливая Россия                                                                            |                                                                                                |                                                                                                | 2090                                                                                           | 8,65                                                                                           |
| 13                                                                                             | 50,27                                                                                          |                                                                                                | 4.                                                                                             | Соболев Василий Александрович                                                                  | ЛДПР                                                                                           |                                                                                                |                                                                                                | 1961                                                                                           | 8,12                                                                                           |
| 13                                                                                             | 50,27                                                                                          |                                                                                                | 5.                                                                                             | Шпаковская Марина Евгеньевна                                                                   | Партия пенсионеров                                                                             |                                                                                                |                                                                                                | 1221                                                                                           | 5,05                                                                                           |
|                                                                                                |                                                                                                |                                                                                                |                                                                                                |                                                                                                |                                                                                                |                                                                                                |                                                                                                |                                                                                                |                                                                                                |
| 14                                                                                             | 46,38                                                                                          |                                                                                                | 1.                                                                                             | Фёдорова Антонина Алексеевна                                                                   | Единая Россия                                                                                  |                                                                                                |                                                                                                | 8992                                                                                           | 38,15                                                                                          |
| 14                                                                                             | 46,38                                                                                          |                                                                                                | 2.                                                                                             | Голик Алексей Юрьевич                                                                          | КПРФ                                                                                           | Да                                                                                             | Да                                                                                             | 7085                                                                                           | 30,06                                                                                          |
| 14                                                                                             | 46,38                                                                                          |                                                                                                | 3.                                                                                             | Миронов Николай Михайлович                                                                     | Справедливая Россия                                                                            |                                                                                                |                                                                                                | 2641                                                                                           | 11,20                                                                                          |
| 14                                                                                             | 46,38                                                                                          |                                                                                                | 4.                                                                                             | Лебедев Александр Александрович                                                                | Партия пенсионеров                                                                             |                                                                                                |                                                                                                | 2019                                                                                           | 8,57                                                                                           |
| 14                                                                                             | 46,38                                                                                          |                                                                                                | 5.                                                                                             | Степин Геннадий Иванович                                                                       | ЛДПР                                                                                           |                                                                                                |                                                                                                | 1965                                                                                           | 8,34                                                                                           |
|                                                                                                |                                                                                                |                                                                                                |                                                                                                |                                                                                                |                                                                                                |                                                                                                |                                                                                                |                                                                                                |                                                                                                |
| 15                                                                                             | 49,82                                                                                          |                                                                                                | 1.                                                                                             | Горчаков Павел Александрович                                                                   | Единая Россия                                                                                  | Да                                                                                             |                                                                                                | 10 504                                                                                         | 47,62                                                                                          |
| 15                                                                                             | 49,82                                                                                          |                                                                                                | 2.                                                                                             | Городишенин Сергей Александрович                                                               | КПРФ                                                                                           |                                                                                                |                                                                                                | 6094                                                                                           | 27,63                                                                                          |
| 15                                                                                             | 49,82                                                                                          |                                                                                                | 3.                                                                                             | Летовальцев Александр Иванович                                                                 | Справедливая Россия                                                                            |                                                                                                |                                                                                                | 2034                                                                                           | 9,22                                                                                           |
| 15                                                                                             | 49,82                                                                                          |                                                                                                | 4.                                                                                             | Селяков Владимир Сергеевич                                                                     | ЛДПР                                                                                           | Да                                                                                             | Да                                                                                             | 1797                                                                                           | 8,15                                                                                           |
| 15                                                                                             | 49,82                                                                                          |                                                                                                | 5.                                                                                             | Катухин Сергей Игоревич                                                                        | Партия пенсионеров                                                                             |                                                                                                |                                                                                                | 1032                                                                                           | 4,68                                                                                           |
|                                                                                                |                                                                                                |                                                                                                |                                                                                                |                                                                                                |                                                                                                |                                                                                                |                                                                                                |                                                                                                |                                                                                                |
| 16                                                                                             | 51,01                                                                                          |                                                                                                | 1.                                                                                             | Гордеев Александр Васильевич                                                                   | Единая Россия                                                                                  | Да                                                                                             |                                                                                                | 9443                                                                                           | 42,52                                                                                          |
| 16                                                                                             | 51,01                                                                                          |                                                                                                | 2.                                                                                             | Антуфьев Александр Вениаминович                                                                | КПРФ                                                                                           |                                                                                                | Да                                                                                             | 4880                                                                                           | 21,97                                                                                          |
| 16                                                                                             | 51,01                                                                                          |                                                                                                | 3.                                                                                             | Чигин Сергей Валентинович                                                                      | Справедливая Россия                                                                            |                                                                                                |                                                                                                | 3419                                                                                           | 15,39                                                                                          |
| 16                                                                                             | 51,01                                                                                          |                                                                                                | 4.                                                                                             | Саврасов Андрей Витальевич                                                                     | ЛДПР                                                                                           |                                                                                                |                                                                                                | 2389                                                                                           | 10,76                                                                                          |
| 16                                                                                             | 51,01                                                                                          |                                                                                                | 5.                                                                                             | Шеремет Игорь Анатольевич                                                                      | Партия пенсионеров                                                                             |                                                                                                |                                                                                                | 1336                                                                                           | 6,02                                                                                           |
|                                                                                                |                                                                                                |                                                                                                |                                                                                                |                                                                                                |                                                                                                |                                                                                                |                                                                                                |                                                                                                |                                                                                                |
| 17                                                                                             | 45,76                                                                                          |                                                                                                | 1.                                                                                             | Ананьин Михаил Анатольевич                                                                     | Единая Россия                                                                                  |                                                                                                |                                                                                                | 9666                                                                                           | 38,75                                                                                          |
| 17                                                                                             | 45,76                                                                                          |                                                                                                | 2.                                                                                             | Опояскин Евгений Николаевич                                                                    | КПРФ                                                                                           |                                                                                                | Да                                                                                             | 5833                                                                                           | 23,38                                                                                          |
| 17                                                                                             | 45,76                                                                                          |                                                                                                | 3.                                                                                             | Голубев Сергей Игоревич                                                                        | Справедливая Россия                                                                            |                                                                                                |                                                                                                | 3481                                                                                           | 13,96                                                                                          |
| 17                                                                                             | 45,76                                                                                          |                                                                                                | 4.                                                                                             | Хмелев Александр Евгеньевич                                                                    | ЛДПР                                                                                           |                                                                                                |                                                                                                | 3012                                                                                           | 12,08                                                                                          |
| 17                                                                                             | 45,76                                                                                          |                                                                                                | 5.                                                                                             | Таратин Вадим Александрович                                                                    | Партия пенсионеров                                                                             |                                                                                                |                                                                                                | 1437                                                                                           | 5,76                                                                                           |
| 17                                                                                             | 45,76                                                                                          |                                                                                                | 6.                                                                                             | Кириллов Юрий Андреевич                                                                        | Яблоко                                                                                         |                                                                                                |                                                                                                | 679                                                                                            | 2,72                                                                                           |

Из 17 округов Умное Голосование поддержало кандидатов: в 0 — занявших первое место, в 12 — второе место, в 3 — третье, в 2 — четвёртое.
| Место                      | Место                      | Партия                     | по областным спискам | по областным спискам | по областным спискам | по областным спискам | по одно- мандатным округам | всего         | всего | всего   | всего   |
| Место                      | Место                      | Партия                     | Голоса               | %                    | +/- %                | Получено мест        | Получено мест              | Получено мест | +/-   | %       | +/- %   |
| -------------------------- | -------------------------- | -------------------------- | -------------------- | -------------------- | -------------------- | -------------------- | -------------------------- | ------------- | ----- | ------- | ------- |
|                            | 1.                         | «Единая Россия»            | 146 881              | 35,65 %              | ▼1,62 %              | 7 (▼1)               | 17 (▬)                     | 24            | ▼1    | 70,59 % | ▼2,94 % |
|                            | 2.                         | КПРФ                       | 100 601              | 24,42 %              | ▲9,22 %              | 5 (▲2)               | 0 (▬)                      | 5             | ▲2    | 14,71 % | ▲5,88 % |
|                            | 3.                         | ЛДПР                       | 59 963               | 14,55 %              | ▼7,25 %              | 2 (▼2)               | 0 (▬)                      | 2             | ▼2    | 5,88 %  | ▼5,88 % |
|                            | 4.                         | «Справедливая Россия»      | 50 836               | 12,34 %              | ▼0,64 %              | 2 (▬)                | 0 (▬)                      | 2             | ▬     | 5,88 %  | ▬       |
|                            | 5.                         | Партия пенсионеров         | 33 763               | 8,19 %               | ▲3,60 %              | 1 (▲1)               | 0 (▬)                      | 1             | ▲1    | 2,94 %  | ▲2,94 % |
|                            |                            |                            |                      |                      |                      |                      |                            |               |       |         |         |
|                            | 6.                         | «Яблоко»                   | 9647                 | 2,34 %               | ▼0,89 %              | 0 (▬)                | 0 (▬)                      | 0             | ▬     | 0 %     | ▬       |
| Недействительные бюллетени | Недействительные бюллетени | Недействительные бюллетени | 10 342               | 2,51 %               | ▲0,10 %              |                      |                            |               |       |         |         |
| Всего                      | Всего                      | Всего                      | 412 033              | 100 %                | —                    | 17 (▬)               | 17 (▬)                     | 34            | ▬     | 100 %   | —       |